# Krzepocin Drugi
Krzepocin Drugi [pronunciación en polaco: /kʂɛˈpɔt͡ɕin ˈdruɡi/] es un pueblo ubicado en el distrito administrativo de Gmina Łęczyca, dentro del condado de Łęczyca, Voivodato de Łódź, en el centro de Polonia. Se encuentra a unos 8 kilómetros al noroeste de Łęczyca y a 42 kilómetros al noroeste de la capital regional Łódź.